# Timothy Geithner
Timothy Franz Geithner [gaɪtnər] (Brooklyn, Nueva York, 18 de agosto de 1961) es un empresario, banquero y funcionario estadounidense, fue secretario del Tesoro de los Estados Unidos entre 2009 y 2013 durante la primera administración de Barack Obama. Anteriormente, Geithner ejerció como presidente del Banco de la Reserva Federal de Nueva York entre noviembre de 2003 y enero de 2009.

## Biografía

### Primeras etapas de la vida y la educación
Geithner nació en Brooklyn, Nueva York, e hijo de Peter Franz Geithner y Deborah Moore; pasó su infancia en el extranjero -acompañando a sus padres quienes trabajaban para la Fundación Ford-, llegando a vivir en Zimbaue, Tailandia e India. 
Tras finalizar los estudios secundarios en la Escuela Internacional de Bangkok, Tailandia; estudió -al igual que su abuelo y su padre- en el prestigioso Dartmouth College, graduándose con un BA sobre Gobierno y Estudios asiáticos en 1983. En 1985 obtuvo un MA (Master of Arts ) en Economía Internacional y Estudios de Asia Oriental por la Escuela de Estudios Internacionales Avanzados Paul H. Nitze de la Universidad Johns Hopkins. 
Realizó estudios de chino mandarín en la Universidad de Pekín en 1981, y por la Universidad Normal de Pekín en 1982. Habla además japonés.

### Carrera
Tras culminar sus estudios universitarios, trabajó entre 1985 y 1988 para Kissinger Associates, una firma consultora fundada por el exsecretario de Estado, Henry Kissinger. Posteriormente se unió a la División de Asuntos Internacionales del Departamento del Tesoro en 1988. Tras ejercer como Subsecretario asistente para la política monetaria y financiera (1995-1996), subsecretario asistente para Asuntos Internacionales (1996-1997) y subsecretario asistente para Asuntos Internacionales (1997-1998); en 1982 fue designado Subsecretario para Asuntos Internacionales bajo la gestión de los Secretarios del Tesoro, Robert Rubin y Lawrence Summers, este último considerado su mentor. 
En 2002 dejó el Departamento del Tesoro para ejercer como investigador jefe del Departamento de Economía Internacional del Council on Foreign Relations. Fue director de Elaboración y Examen de Políticas del Fondo Monetario Internacional entre 2001 y 2003.
En octubre de 2003, Geithner fue nombrado presidente del Banco de la Reserva Federal de Nueva York, y ejerció además como vicepresidente del Comité Federal para el Libre Mercado. 
El 24 de noviembre de 2008, el entonces presidente electo Barack Obama lo designó como secretario del Tesoro, prestando juramento a su cargo el 26 de enero de 2009. Al frente del Departamento del Tesoro, Geithner administró los 350.000 millones de dólares de la segunda parte del rescate financiero bancario así como la reorganización de la industria automovilística y las negociaciones económicas con China. Tras la reelección de Obama como presidente en 2013, Gaithner decidió renunciar como secretario del Tesoro siendo sustituido por Jack Lew, entonces jefe de Gabinete de la Casa Blanca.
En la actualidad es presidente de Warburg Pincus, un fondo de inversiones con un cartera estimada de más de 35 mil millones de dólares.

### Vida personal
Casado desde 1985 con su excompañera de clase Carole Sonnenfeld; es padre de dos hijos, Benjamin y Elise. En sus ratos libre gusta de practicar el tenis y la navegación.